# (622544) 2014 HD200
(622544) 2014 HD200 est un objet transneptunien faisant partie des plutinos. 

## Caractéristiques
(622544) 2014 HD200 mesure environ 190 km de diamètre.